# Città del Gibuti

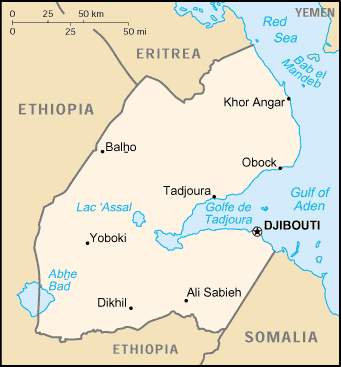
Mappa di Gibuti

Lista di città del Gibuti aventi una popolazione uguale o superiore a 1 000 abitanti.

## Lista
| 1   | Gibuti       | جيبوتي      | 623891 | Gibuti                |
| 2   | Ali Sabieh   | على صبيح    | 40074  | Regione di Ali Sabieh |
| 3   | Tagiura      | تاجورة      | 22193  | Regione di Tagiura    |
| 4   | Obock        | أوبوك       | 17776  | Regione di Obock      |
| 5.  | Dikhil       | دخيل        | 12043  | Regione di Dikhil     |
| 6.  | Arta         | ارتا        | 6025   | Regione di Arta       |
| 7.  | Holhol       | هلهول       | 3519   | Regione di Ali Sabieh |
| 8.  | Dorra        | درة         | 1873   | Regione di Tagiura    |
| 9.  | Galafi       | غالافي      | 1849   | Regione di Dikhil     |
| 10. | Loyada       | لويادا      | 1646   | Regione di Arta       |
| 11. | Alaili Dadda | علايلي دادا | 1456   | Regione di Obock      |

## Altre città
- As Ela
- Assamo
- Balho
- Chebelle
- Daimoli
- Daoudaouya
- Dorale
- Doumera
- Godoria
- Khor Angar
- Randa
- Ras Siyyan
- Sagallou
- Yoboki